# The Young Riders
The Young Riders (Jóvenes jinetes en España o La pandilla del oeste en México) es una serie de televisión del género wéstern  creada por Ed Spielman y que presenta la historia ficticia de un grupo de jóvenes jinetes del Pony Express con base en la estación de postas de Sweetwater en Nebraska durante los años previos a la  Guerra Civil Norteamericana. La serie se estrenó en la cadena norteamericana ABC el 20 de septiembre de 1989 y se mantuvo en antena durante tres temporadas. Su episodio final se emitió el 23 de julio de 1992.

## Producción
La filmación del episodio piloto tuvo lugar en California. Después de que la cadena ABC se hiciese cargo de su producción, esta se trasladó a  Tucson, Arizona, donde se filmó en "Mescal", un complejo de filmación que recreaba una ciudad del oeste propiedad de Old Tucson Studios.
Antes del estreno de la serie los productores del film Arma joven (Young Guns) estrenado en 1988 demandaron a  ABC así como a los productores de la serie, sosteniendo que su título y su argumento eran un plagio del film.
En la segunda temporada, Don Franklin se incorpora al reparto para interpretar a Noah Dixon. Con ello se convierte en el tercer actor afroamericano que interpreta un papel protagonista en una serie de televisión del Oeste americano tras Raymond St. Jacques quien lo había hecho en la última temporada de Rawhide como Simon Blake (1965) y Otis Young quien coprotagonizó como Don Murray la serie The Outcasts. Sin haber montado nunca a caballo anteriormente, Franklin fue enviado a un "Cowboy Camp" durante 4 días en los que aprendió a montar a caballo como un auténtico cowboy. Deseando asimismo trabajar tras la cámara, Franklin pidió a los productores escribir y dirigir un episodio de la serie. En una entrevista el actor dijo que los productores fueron muy receptivos. Franklin animaba constantemente a los miembros del reparto a aportar sus ideas a la serie. Cuando el equipo de la serie advirtió que esta se estaba convirtiendo en un desfile semanal de villanos, los guiones se reformaron para centrarse en los personajes individuales y sus interrelaciones.

## Reparto
| Actor               | Personaje                  | Descripción |
| ------------------- | -------------------------- | --- |
| Anthony Zerbe       | Aloysius "Teaspoon" Hunter | Es un antiguo Ranger de Texas y uno de los pocos supervivientes de la Batalla de El Álamo. Teaspoon puede ser un estricto jefe e instructor pero se desvive por todo lo que concierne a sus jinetes. |
| Ty Miller           | The Kid                    | Es un sureño. Ama a su yegua, Katy, que pudo adquirir tras ganar el dinero necesario peleando en un combate de boxeo. Es el primero de los jinetes que descubre que Lou es una chica, y se enamora de ella.                                                                                             |
| Stephen Baldwin     | William F. Cody            | Arrogante, pero también fiel y leal con sus amigos. Es un excelente tirador con armas largas como los rifles. |
| Josh Brolin         | James Butler Hickok        | De carácter caliente y gatillo fácil. Tiene una fama de pistolero que no le agrada excesivamente ya que provoca enfrentamientos. Su carácter le genera problemas con frecuencia, aunque Teaspoon y Sam intentan ayudarle enseñándole a controlar sus impulsos.                                          |
| Gregg Rainwater     | Buck Cross (Running Buck)  | Es un mestizo Kiowa íntimo amigo de Ike. Buck ayuda a despontar los estereotipos que se tienen sobre los indios por parte de la gente del lugar. |
| Yvonne Suhor        | Louise "Lou" McCloud       | Se hace pasar por varón para unirse al equipo de jinetes. The Kid descubre el secreto en el primer episodio, y los otros compañeros también cuando ayudan a Lou a rescatar a sus hermanos de la su padre forajido y violento. Se enamora de The Kid y se casa con él.                                   |
| Brett Cullen        | Sam Cain                   | Es el marshal of Sweetwater, y un antiguo pistolero. Se enamora de Emma con quien contrae matrimonio al final de la primera temporada. Debido a su propio pasado, Sam quiere ayudar a Hickok a tratar su creciente fama como pistolero.                                                                 |
| Travis Fine         | Ike McSwain                | Es mudo y calvo, pero esto no le impide ser un fantástico jinete. Especialmente cercano a Buck, quien le enseña el lenguaje de los signos. Ike es un protector apasionado de su gente. |
| Don Franklin        | Noah Dixon                 | Es un negro nacido libre que se une a los jinetes en la segunda temporada. |
| Melissa Leo         | Emma Shannon               | Es la cuidadora de la estación y de los jinetes. Aunque es tan estricta y firme como Teaspoon cuando los chicos hacen algo equivocado, Emma es como una madre para ellos. Se enamora del Marshal Cain, pero debido al pasado de este dudará en casarse con Cain hasta el final de la primera temporada. |
| Christopher Pettiet | Jesse James                | Es un joven que se une al equipo en la tercera temporada. |
| Clare Wren          | Rachel Dunne               | Sustituye a Emma en el cuidado de la estación cuando esta se marcha. |

### Estrellas invitadas
Muchos actores conocidos fueron artistas invitados en la serie, incluyendo a James Gammon, Kelli Williams, Fisher Stevens, Della Reese, Melissa Michaelsen, David Carradine, Stacy Keach, Sr., Pernell Roberts, David Soul, Cynthia Nixon, Richard Roundtree, Buck Taylor, Nick Ramus, Jamie Walters, Frances Fisher, James Cromwell, William Russ, Rebecca Staab, Peter MacNicol, Tim Thomerson, Stan Shaw and Bart the Bear.

## Emisión
En Estados Unidos la serie fue emitida por la cadena ABC entre 1989 y 1992
En España fue emitida por Televisión Española y posteriormente por Aragón Televisión, 7RM, CMT, Canal Extramadura y TPA.